# هبة علي
هبة علي هي صحفية ومديرة إخبارية كندية مصرية، وتعمل حاليًا رئيسة تنفيذية لوكالة الأنباء المستقلة غير الهادفة للربح الإنسانية الجديدة، والتي كانت سابقًا مشروعًا لمكتب الأمم المتحدة لتنسيق الشؤون الإنسانية المعروفة بشبكات المعلومات الإقليمية المتكاملة. قادت انتقال وكالة الأنباء إلى وضعها الحالي كمنظمة مستقلة، تركز على صحافة النزاع، لا سيما في إفريقيا.
تم اختيارها كقائدة عالمية شابة لعام 2018 من قبل المنتدى الاقتصادي العالمي. يتضمن عملها في القيادة العامة الدعوة إلى تغطية إخبارية جيدة لمناطق النزاع والعمل الإنساني. كانت متحدثة في تيد (مؤتمر) وفي محادثات السلام.

## وقت مبكر من الحياة
ولدت في أوتاوا، كندا. تخرجت مع مرتبة الشرف العليا ودرجات البكالوريوس في الصحافة وحقوق الإنسان من جامعة كارلتون.

## مسار مهني مسار وظيفي
أمضت علي حياتها المهنية المبكرة في إعداد التقارير من مناطق الصراع في الشرق الأوسط وإفريقيا وآسيا الوسطى. أثناء عملها كصحفية، ركزت على إعداد التقارير من السنغال وغرب إفريقيا وتشاد ووسط إفريقيا، وتغطية التنمية والصراع في النيجر، والاتجار بالأطفال في نيجيريا، وأعمال الشغب والفقر في السنغال وغينيا بيساو، والفيضانات في غانا، واللاجئين النازحين من تشاد والسودان.
نُشرت تقاريرها على هيئة الإذاعة الكندية، وكريستيان ساينس مونيتور، وبلومبرج نيوز. كرئيسة تنفيذية، فهي معلّقة ومتحدثة بشكل متكرر حول السياسة الإنسانية في المؤتمرات الإعلامية الحكومية.

## الجوائز والتكريمات
حصلت هبة على منحة من مركز بوليتسر للإبلاغ عن الأزمات للعمل في السودان من عام 2008 إلى عام 2009.
تم تسميتها كقائدة عالمية شابة لعام 2018 من قبل المنتدى الاقتصادي العالمي.
تم اختيارها كواحدة من أكثر 100 أفريقي تأثيرًا لعام 2018 من قبل مجلة أفريقية جديدة.